# 효혜황후 (전한)
효혜황후 장씨(孝惠皇后 張氏, ? ~ 기원전 163년)는 전한 혜제의 황후이다. 개국공신 장오와 혜제의 누나 노원공주의 슬하로, 《사기》·《한서》에는 기록이 없으나, 동진 시기에 편찬된 야사집 《한궁춘색》에서는 이름은 장언(張嫣), 자는 맹영(孟媖), 소자(小字)는 숙군(淑君)이라고 한다.

## 생애
기원전 191년 장씨는 열두살이라는 어린 나이에 외할머니인 여태후의 뜻에 따라 외숙부인 혜제의 황후가 되었다. 혜제는 장황후를 가까이 하지 않았고 장황후에게서 후계자가 태어나는 일도 없었다. 이에 실망한 여태후는 혜제의 총애를 받던 궁녀가 낳은 아이(훗날의 전한 소제)를 장황후의 아이로 속이고 생모를 죽였다. 기원전 188년 혜제가 죽고 즉위한 소제는 자신이 장황후의 친아들이 아니라는 것과 자신의 생모가 여태후에게 살해당했다는 것을 알고 여태후를 원망했다. 여태후는 소제를 폐위시키고 혜제의 다른 아들인 유홍이 즉위했다. 이후 여태후가 죽고 황제가 된 혜제의 동생 문제는 장황후를 폐위시키고 북궁에 유폐시켰다.

## 참고 문헌
- 샹관핑, 《중국사 열전, 후비 - 황제를 지배한 여인들》, 달과소, 2008